# Llangorse Mountain
Llangorse Mountain är ett berg i Kanada.   Det ligger i provinsen British Columbia, i den västra delen av landet, 4 000 km väster om huvudstaden Ottawa. Toppen på Llangorse Mountain är 1 962 meter över havet.
Terrängen runt Llangorse Mountain är huvudsakligen kuperad. Llangorse Mountain är den högsta punkten i trakten. Trakten runt Llangorse Mountain är nära nog obefolkad, med mindre än två invånare per kvadratkilometer.. Det finns inga samhällen i närheten. 
Trakten runt Llangorse Mountain består i huvudsak av gräsmarker.